# Умутжанова, Махаббат Елтаевна
Махабба́т Елта́евна Умутжа́нова (род. 11 августа 1994, Жанасу, Северо-Казахстанская область) — казахстанская шоссейная велогонщица, с 2021 года выступающая за команду Dubai Police Cycling Team. Мастер спорта международного класса  Республики Казахстан по велосипедному спорту. Член сборной Казахстана.

## Биография
- С 4 по 6 классы училась в Сергеевской опорной школе — интернат № 1 Северо-Казахстанской области;
- С 7 по 11 классы училась в Специализированной школе — интернат для одаренных в спорте детей г. Петропавловска;
- С 2012 по 2016 годы училась в Южно — Казахстанском государственном университете имени М. Ауэзова на факультете физической культуры, специализация — «Физическая культура и спорт».

## Любительский спорт
Тренироваться начала с 13 лет после поступления в спортивную школу. Первый и личный тренер — Потапов Виктор Иванович.

## Профессиональная карьера
- В 2012 году поступила в Центр олимпийской подготовки по велосипедному спорту в г. Талдыкорган (ЦОП);
- В 2014 году вошла в состав клуба «Astana BePink», в 2015 году клуб назывался «Acca due o», в 2016 году «Astana women team». Менеджером клуба является Забирова Зульфия Хасановна;
- В 2015 году вошла в состав сборной Республики Казахстан, где тренируется под руководством главного тренера —Кравченко Вадим Владимирович,Килибаева Александра Бейсембеевича.Во время всего сезона тренируется и живёт в Италии г. Монтабелуна
- В 2021 году вошла в состав клуба «Dubai Police Cycling Team» во время сезона тренируется и находится в Дубай.

## Главные победы

### Трек
2016
 Чемпионат Казахстана — гонка по очкам
2019
2-я на Чемпионат Казахстана — командная гонка
2022
3-я на Чемпионат Казахстана — индивидуальная гонка преследование
3-я на Чемпионат Казахстана — гонка на выбывание
2023
3-я на Чемпионат Казахстана — омниум

### Шоссе
2015
2-я на Чемпионат Казахстана — групповая гонка
5-я на Чемпионат Казахстана — индивидуальная гонка
2016
3-я на Чемпионат Казахстана — индивидуальная гонка
4-я на Чемпионат Казахстана — групповая гонка
2019
2-я на Чемпионат Азии — командная гонка
 Чемпионат Казахстана — индивидуальная гонка
2021
 Чемпионат Казахстана — групповая гонка
2022
 Чемпионат Казахстана — индивидуальная гонка
2-я на  Чемпионат Казахстана — групповая гонка
2-я на Чемпионат Азии — групповая гонка
2-я на Чемпионат Азии — командная гонка
2023
 Чемпионат Азии — командная гонка
 Чемпионат Казахстана — групповая гонка
 Чемпионат Казахстана — индивидуальная гонка

## Семья
- Папа — Бегимбетов Елтай Умутжанович — 10.12.1968 г. р.
- Мама — Бегимбетова Сандугаш Владимировна — 22.06.1972 г. р.
- Брат — Умутжанов Дидар Елтаевич — 27.06.1992 г. р.

## Награды
Почётная грамота от акима Северо-Казахстанской области (1-е место на спартакиаде школьников г. Алматы, 2010 год)
Құрмет грамотасы от министра спорта Республики Казахстан А.Оралов

## Хобби
Слушает музыку, читает романы, рисует (предпочитает анималистический жанр).